# Canadian Albums Chart
加拿大专辑榜（Canadian Albums Chart）是加拿大的官方专辑销售榜单。它由总部设于美国的销量追踪公司尼尔森音乐统计于每周三发布，并于次日发布在《Canoe》和《公告牌》杂志上，同时发布的还有其姊妹榜单加拿大单曲榜和加拿大BDS Airplay榜。